# 1905 County Championship
Navigation
Édition précédente Édition suivante
Le 1905 County Championship fut le seizième County Championship et se déroule du 4 mai au 4 septembre 1905. Le Yorkshire remporta le championnat pour la septième fois, tandis que le vainqueur de la saison précédente, le Lancashire a terminé deuxième. Le nombre de participants a été porté de quinze à seize, Northamptonshire ayant obtenu un statut de First-class, ayant déjà joué avec un certain succès dans le championnat des Minor Counties.

## Tableau final
Un point a été accordé pour une victoire et un point a été enlevé pour chaque défaite, donc:
- 1 pour une victoire
- 0 pour un match nul
- -1 pour une défaite

| Equipe           | Pld | W  | T | L  | D  | A | Pts | Fin | %Fin   |
| ---------------- | --- | -- | - | -- | -- | - | --- | --- | ------ |
| Yorkshire        | 28  | 18 | 0 | 3  | 7  | 0 | 15  | 21  | 71.42  |
| Lancashire       | 26  | 12 | 0 | 3  | 10 | 1 | 9   | 15  | 60.00  |
| Sussex           | 28  | 13 | 0 | 4  | 11 | 0 | 9   | 17  | 52.94  |
| Surrey           | 28  | 14 | 1 | 6  | 6  | 1 | 8   | 20  | 40.00  |
| Leicestershire   | 22  | 8  | 0 | 5  | 9  | 0 | 3   | 13  | 23.07  |
| Kent             | 22  | 10 | 1 | 7  | 4  | 0 | 3   | 17  | 17.64  |
| Warwickshire     | 22  | 5  | 0 | 4  | 13 | 0 | 1   | 9   | 11.11  |
| Gloucestershire  | 18  | 8  | 0 | 8  | 2  | 0 | 0   | 16  | 0.00   |
| Worcestershire   | 18  | 5  | 0 | 5  | 8  | 0 | 0   | 10  | 0.00   |
| Nottinghamshire  | 20  | 6  | 0 | 7  | 7  | 0 | –1  | 13  | –7.69  |
| Middlesex        | 18  | 4  | 0 | 7  | 7  | 0 | –3  | 11  | –27.27 |
| Essex            | 20  | 3  | 0 | 10 | 7  | 0 | –7  | 13  | –53.84 |
| Northamptonshire | 12  | 2  | 0 | 8  | 2  | 0 | –6  | 10  | –60.00 |
| Derbyshire       | 20  | 3  | 0 | 14 | 3  | 0 | –11 | 17  | –64.70 |
| Somerset         | 18  | 1  | 0 | 10 | 7  | 0 | –9  | 11  | –81.81 |
| Hampshire        | 20  | 1  | 0 | 12 | 7  | 0 | –11 | 13  | –84.61 |
| Source:          |     |    |   |    |    |   |     |     |        |

### Résumé statistique
| Most runs | Most runs | Most runs     | Most runs    |
| Aggregate | Average   | Joueur        | Comté        |
| --------- | --------- | ------------- | ------------ |
| 1,963     | 46.73     | David Denton  | Yorkshire    |
| 1,912     | 86.90     | C. B. Fry     | Sussex       |
| 1,785     | 66.11     | Willie Quaife | Warwickshire |
| 1,713     | 61.17     | George Hirst  | Yorkshire    |
| 1,651     | 43.44     | Levi Wright   | Derbyshire   |
| Source:   |           |               |              |

| Most wickets | Most wickets | Most wickets   | Most wickets    |
| Aggregate    | Average      | Joueur         | Comté           |
| ------------ | ------------ | -------------- | --------------- |
| 169          | 17.01        | Walter Lees    | Surrey          |
| 154          | 21.40        | George Cox     | Sussex          |
| 131          | 19.48        | George Dennett | Gloucestershire |
| 130          | 19.94        | Charlie Blythe | Kent            |
| 126          | 18.71        | Wilfred Rhodes | Yorkshire       |
| Source:      |              |                |                 |